# Régiment de Prusse
Il Régiment de Prusse fu un reggimento di fanteria della Grande Armata napoleonica, creato nel 1806 con prigionieri di guerra e disertori dell'Esercito prussiano che avevano accettato di combattere per il Primo Impero francese.
Il reggimento fu impegnato in azione durante la spedizione di Walcheren nei Paesi Bassi e poi, più intensamente, durante la guerra d'indipendenza spagnola nella penisola iberica; nel 1811 fu ridesignato come 4e régiment étranger. Afflitto da continue diserzioni e mai completamente affidabile, il reggimento fu ritirato dalla Spagna nel 1813 e inviato di guarnigione nei Paesi Bassi, ove fu sciolto nel novembre di quell'anno.

## Storia

### Costituzione
Il reggimento fu istituito il 13 novembre 1806 con una lettera del maresciallo Louis-Alexandre Berthier, a nome dell'imperatore Napoleone, indirizzata al principe Charles Frédéric Louis Maurice d'Isembourg. Il principe, colonnello dell'esercito francese, ricevette istruzione di formare un reggimento di fanteria con volontari prussiani disposti a battersi per la Francia; su istruzione di Napoleone stesso, Isembourg reclutò gli ufficiali del reggimento tra i prigionieri di guerra prussiani catturati nella recente guerra della quarta coalizione, mentre la truppa proveniva per la maggior parte da disertori dello stesso Esercito prussiano.
L'unità fu strutturata come un reggimento di fanteria forte di tre battaglioni; vi sono notizie imprecise circa l'esatta organizzazione dell'unità e non è chiaro se il reggimento svolgesse un ruolo di fanteria leggera o di fanteria di linea. La formazione del reggimento si svolse a Lipsia tra il novembre e il dicembre 1806; per la sua rapida organizzazione dell'unità, Isembourg ottenne una promozione a generale di brigata il 16 dicembre di quell'anno.

### Operazioni
Poco dopo il completamento dell'addestramento, il reggimento fu trasferito in Francia per svolgere compiti di guarnigione; benché le diserzioni rimanessero un problema grave tra i suoi ranghi, l'unità annoverava un organico di 2 700 uomini al 19 novembre 1807. All'inizio del 1808 il 1º Battaglione del reggimento fu assegnato all'armata del maresciallo Bon Adrien Jeannot de Moncey, dislocata in Spagna; qui partecipò alla repressione della rivolta del due di maggio 1808 a Madrid, atto d'apertura della guerra d'indipendenza spagnola. A giugno il battaglione fu impiegato nella zona di Valencia, per poi essere dislocato di guarnigione a Vitoria.
Il 2º e 3º Battaglione del reggimento furono invece stanziati di guarnigione a Flessinga nei Paesi Bassi. Nel luglio 1809, nell'ambito della cosiddetta spedizione di Walcheren, truppe britanniche attaccarono Flessinga e, a dispetto della dura resistenza della guarnigione, espugnarono la città facendo prigionieri entrambi i battaglioni prussiani. Un nuovo 2º Battaglione del reggimento fu poi ricostituito attingendo agli effettivi del deposito reggimentale e a nuove reclute provenienti dalla Germania
All'inizio del 1810 il ricostituito 2º Battaglione fu a sua volta inviato in Spagna. Il battaglione dovette registrare un alto tasso di diserzioni tra i suoi ranghi, con molti degli uomini che andarono a unirsi alle bande di guerriglieri spagnoli anti-francesi. Il 2º Battaglione fece parte del VIII Corpo d'armata del generale Jean-Andoche Junot, impegnato in azione in Portogallo; il 21 aprile 1810 il battaglione prese parte ai duri combattimenti per la conquista della città di Astorga.
Il 5 agosto 1810, su disposizione dello stesso Napolenoe, il 1º e il 2º Battaglione del reggimento furono riuniti per combattere come un'unità coesa. Così riunito il Régiment de Prusse servì in Portogallo tra la fine del 1810 e l'inizio del 1811, in particolare come unità di scorta ai convogli di artiglieria e alle salmerie dell'armata francese; il reggimento fu anche pesantemente impegnato in azione durante la battaglia del Buçaco il 27 settembre 1810. Nei primi mesi del 1811 l'unità fu posta di guarnigione alla fortezza di Ciudad Rodrigo, rimanendovi fino all'estate successiva; il 3 agosto 1811 l'unità fu ufficialmente ridesignata come 4e régiment étranger ("4º Reggimento straniero").
Il reggimento si comportò disastrosamente durante la battaglia di Almaraz il 18 maggio 1812 contro gli anglo-portoghesi: nel corso dello scontro il comandante dell'unità si diede alla fuga abbandonando i suoi uomini e l'unità, disorganizzata, abbandonò in mani nemiche il ponte che doveva difendere; il 1º Battaglione dovette lamentare la perdita della sua bandiera, e in generale l'intera unità non sparò nemmeno un colpo durante lo scontro. Il reggimento rimase di stanza in Spagna, impegnato in compiti di guarnigione, fino al 1813; richiamato in Francia per partecipare alla ricostruzione delle forze francesi dopo la campagna di Russia, si decise tuttavia di non impiegarlo al fronte e il reggimento fu dislocato di guarnigione a Lilla.
In seguito il reggimento fu inviato di guarnigione a L'Aia per contrastare l'avanzata delle forze coalizzate nei Paesi Bassi. Il 18 novembre 1813, dopo lo scoppio di una rivolta anti-francese ad Amsterdam, il reggimento si mise in marcia per Delft, ma il giorno seguente circa 200 effettivi disertarono e si unirono ai rivoltosi olandesi. Con i suoi ranghi ormai apertamente in rivolta, il reggimento fu quindi sciolto per decreto il 25 novembre 1813; gli uomini di comprovata fedeltà furono trasferiti in forza al 3éme régiment etranger, mentre gli altri andarono a costituire un reggimento di pionieri costituito nel dicembre seguente.